# Old English Sheepdog
Old English Sheepdog er en stor, godmodig hyrdehund med frodig pels og vandfast underuld.

## Oprindelse
Old English Sheepdog stammer fra England og dens forfædre blev brugt som hyrdehund af hyrder og kvægdrivere, og altså en brugshund. Men fra år 1873 begyndte man at se dem på forskellige hundeudstillinger, og racestandarden blev nedskrevet i 1873 og anerkendt af den engelske Kennel Club i år 1890. Da hed den "Short Tailed Sheepdog" fordi halen dengang blev kuperet for at indikere, at det var en brugshund. Det gav skattefordele. Kupering er selvfølgelig ikke tilladt mere. Hunden kom til Danmark i år 1928. Den dag i dag kaldes hunden i England dog stadig "Bob-tail" med henvisning til en kort hale.

## Udseende
Racestandarden  Arkiveret 21. februar 2019 hos  Wayback Machine angiver en skulderhøjde på omkring 61 cm for hanner, 56 cm for hunner, og en vægt omkring de 30 kg. Pelsen er stor og frodig og falder i totter, med en vandfast underuld. Før man køber Old English Sheepdog skal man være klar over, at pelspleje er uhyre vigtigt. Ganske vist kan hunden klippes hvis pelsen filtrer (hvilket kan ske på blot en-to uger), men netop pelsen er jo et af kendetegnene for denne race.Mens rumpe og bagben er ensfarvede, med eller uden hvide "sokker", kan resten af kroppen være alle afskygninger af grå, grizzle eller blå. Ørerne er små, og sidder på siden af det store, firkantede hoved.

## Karakter
En Old English Sheepdog er trofast og hengiven. Som ung er den ret aktiv, som ældre mere rolig og ofte flegmatisk. Under opvæksten kræver en Old English Sheepdog en fast hånd og opdragelse. Senere overtager den alligevel og helt ubemærket ledelsen – på sin egen underfundige måde.
En Old English Sheepdog har et gemyt, der gør, at den udmærket kan være alene i alt fald en del af dagen. Men bliv ikke overrasket, hvis den kræver din opmærksomhed, når du kommer hjem til den.  
Derfor egner den sig også som familiehund, så længe du har plads og tid nok til motion og pleje.  